# Equipo de Reservas del Club Universitario de Deportes
El Equipo de Reservas del Club Universitario de Deportes, también llamado Universitario B, es el equipo filial del Club Universitario de Deportes y participa en la Liga 3.  
Funciona como puente entre las divisiones juveniles del club y el primer equipo profesional, y está conformado principalmente por futbolistas sub-20 y sub-23, junto con algunos jugadores profesionales en formación. 
Desde el año 2025 participa en la Liga 3, la tercera división del sistema de ligas del fútbol peruano organizada por la Federación Peruana de Fútbol. Su incorporación a esta competición se enmarca en la reforma del fútbol formativo nacional impulsada por la FPF, que estableció la participación de equipos filiales de clubes de la Liga 1 en la Liga 3 como parte del proceso de transición al profesionalismo.
El equipo de reservas de Universitario de Deportes ha tenido una evolución notable en el Torneo de Promoción y Reserva, consolidándose como una plataforma clave para el desarrollo de jóvenes talentos que luego ascienden al primer equipo. En dicha competición, desde su formalización, ha conseguido levantar dos torneos cortos y un título nacional. 
Varios jugadores pertenecientes a este equipo formaron parte del plantel juvenil que logró la Copa Libertadores Sub-20 conseguida en el año 2011.

## Historia

### Antecedentes
A lo largo de su historia, el Club Universitario de Deportes ha contado con diversas filiales que han servido como plataformas de desarrollo para jóvenes talentos. Equipos como el Club Deportivo U América FC, Unión de Campeones y el Club Deportivo Virgen de Chapi fueron fundamentales en la formación de futbolistas que posteriormente integraron el primer equipo. Con la formación del Torneo de Promoción y Reservas desde la temporada 2010, se consolidó el equipo de reservas como categoría.
En el año 2010, el equipo inició su andadura en el torneo con una modesta actuación al finalizar en la 11.ª posición, lo que evidenció la necesidad de afinar tanto la estrategia como el rendimiento individual y colectivo. Este aprendizaje sentó las bases para una mejora significativa en el siguiente ciclo. Durante el 2011, en el primer torneo del año (2011-I) el equipo dio un salto de calidad al lograr el 3.° puesto, demostrando un avance importante en la estructura y preparación de la plantilla juvenil. 

### Primer Campeón de la Copa Libertadores Sub-20
La campaña de Universitario en la Copa Libertadores Sub-20 2011 fue un hito histórico para el club, al ganar el primer torneo internacional juvenil disputado íntegramente en Perú. Dirigidos por Javier Chirinos, durante la fase de gruposla 'U' mostró determinación y aseguró su pase en la última fecha aprovechando el formato que permitía avanzar a los dos primeros y a los mejores terceros.
En los cuartos de final, Universitario eliminó a Independiente del Valle con contundencia, lo que reforzó la confianza en una plantilla compuesta por jóvenes talentos. El punto culminante de la campaña llegó en la semifinal contra el histórico rival Alianza Lima. Tras empatar en el tiempo reglamentario, el partido se definió en una intensa tanda de penales, donde la 'U' se impuso 5-4 y avanzó a la final.
En la final, disputada nuevamente en el Monumental, Universitario se enfrentó a Boca Juniors. El partido terminó 1-1 en tiempo reglamentario y, en la definición por penales, el equipo crema venció a los xeneizes por 4-2 para coronarse campeón. Este título no solo representó el primer logro internacional a nivel juvenil para Universitario, sino que también destacó el surgimiento de futuras figuras como Edison Flores, nombrado mejor jugador del torneo, y Andy Polo, quien aportó goles decisivos. En definitiva, la campaña evidenció el compromiso y el talento de la cantera, reafirmando la apuesta del club por el desarrollo de sus divisiones inferiores.

### Temporadas 2012, 2013 y Torneo del Inca 2014
El 2012 marcó un retroceso relativo al finalizar en la 7.ª posición, lo que reflejó la alta competitividad del torneo y la necesidad de ajustes técnicos. Sin embargo, en el 2013 se observó una recuperación con un 4.° puesto que evidenció la consolidación de algunos elementos del equipo. El 2014 se destacó por dos momentos diferenciados: en el primer torneo (2014-I), el equipo alcanzó la cima al consagrarse campeón del Torneo de Promoción y Reserva, reafirmando su liderazgo y capacidad de gestión de talento; y en el segundo torneo (2014-II) finalizó en el 2.° puesto, lo que confirmó la solidez mostrada durante ese ciclo.
El 2015 fue un año atípico por la realización de tres torneos. El primer torneo (2015-I) fue especialmente exitoso, ya que el equipo se coronó campeón, lo que consolidó la tendencia ganadora de la cantera. En el segundo torneo (2015-II) terminó en 4.ª posición y en el tercer torneo (2015-III) en 6.°, mostrando cierta variabilidad en el rendimiento que, sin embargo, no mermó la calidad global del conjunto, evidenciando un proceso de aprendizaje y adaptación a diferentes desafíos competitivos.
En el 2016, el equipo mantuvo un nivel alto de competitividad al terminar en la 2.ª posición, lo que subrayó su capacidad para disputar en los primeros puestos del torneo. Sin embargo, el 2017 el rendimiento descendió, ubicándose en la 7.ª posición, lo que pudo estar relacionado con cambios en la plantilla o una mayor intensidad competitiva en el torneo. En el 2018 se logró una mejora moderada, finalizando en el 5.° puesto, y en el 2019 se continuó esa tendencia ascendente alcanzando la 4.ª posición, lo que evidenció una recuperación progresiva del rendimiento del equipo.
Los años 2020 y 2021 fueron excepcionales debido a la suspensión del torneo, situación que interrumpió la continuidad de la competencia y el seguimiento regular del desempeño del equipo de reservas. No obstante, el regreso en el 2022 fue significativo, pues el equipo logró avanzar hasta los cuartos de final, demostrando señales de competitividad a pesar del paréntesis. En el 2023 se registró un sólido desempeño alcanzando el subcampeonato, marcando un nuevo impulso en su trayectoria.

### Título en el Centenario del Club y clasificación a Liga 3 (2024)
En el 2024 se consolidó como un año emblemático por ser el año del Centenario del club. En esta temporada, Universitario sería primero en la tabla de posiciones en la fase regular, logrando su clasificación a la Liga 3 2025. Continuando en las fases eliminatorias, vencerían por 4-3 a Sport Huancayo en cuartos de final y ganando ambos duelos de semifinales a Alianza Lima (4-1 en el global). Finalmente, el equipo de reservas alcanzó la cima al consagrarse campeón del Torneo de Reservas 2024 tras vencer en la final por 2 a 1 al FBC Melgar en el estadio Iván Elías Moreno de Villa El Salvador. También este título le brinda el derecho a participar en la Copa Libertadores sub-20 2025.
En la primera temporada de la Liga 3 como tercera división del fútbol peruano, Universitario forma parte del grupo regional central, junto a otros equipos de la capital y de la costa central del país. En ese contexto, el Club Universitario de Deportes inscribió oficialmente a su equipo de reservas bajo la denominación Universitario B, con el objetivo de brindar mayor continuidad competitiva a los futbolistas sub-23 y jóvenes valores egresados del equipo Sub-18. Debutó en la Liga 3 en la temporada 2025, integrando la Zona Metropolitana.

## Uniforme
- Uniforme titular: Camiseta crema con el borde del cuello granate, pantalón crema, medias negras con una línea horizontal crema.
- Uniforme alternativo: Camiseta granate con el cuello y el borde de las mangas rojo, pantalón negro, medias granates con una línea horizontal roja.

## Patrocinio
Indumentaria:
| Período       | Proveedor |
| ------------- | --------- |
| 2002-2017     |           |
| 2018-presente |           |

## Estadio
Artículo principal: Estadio Monumental

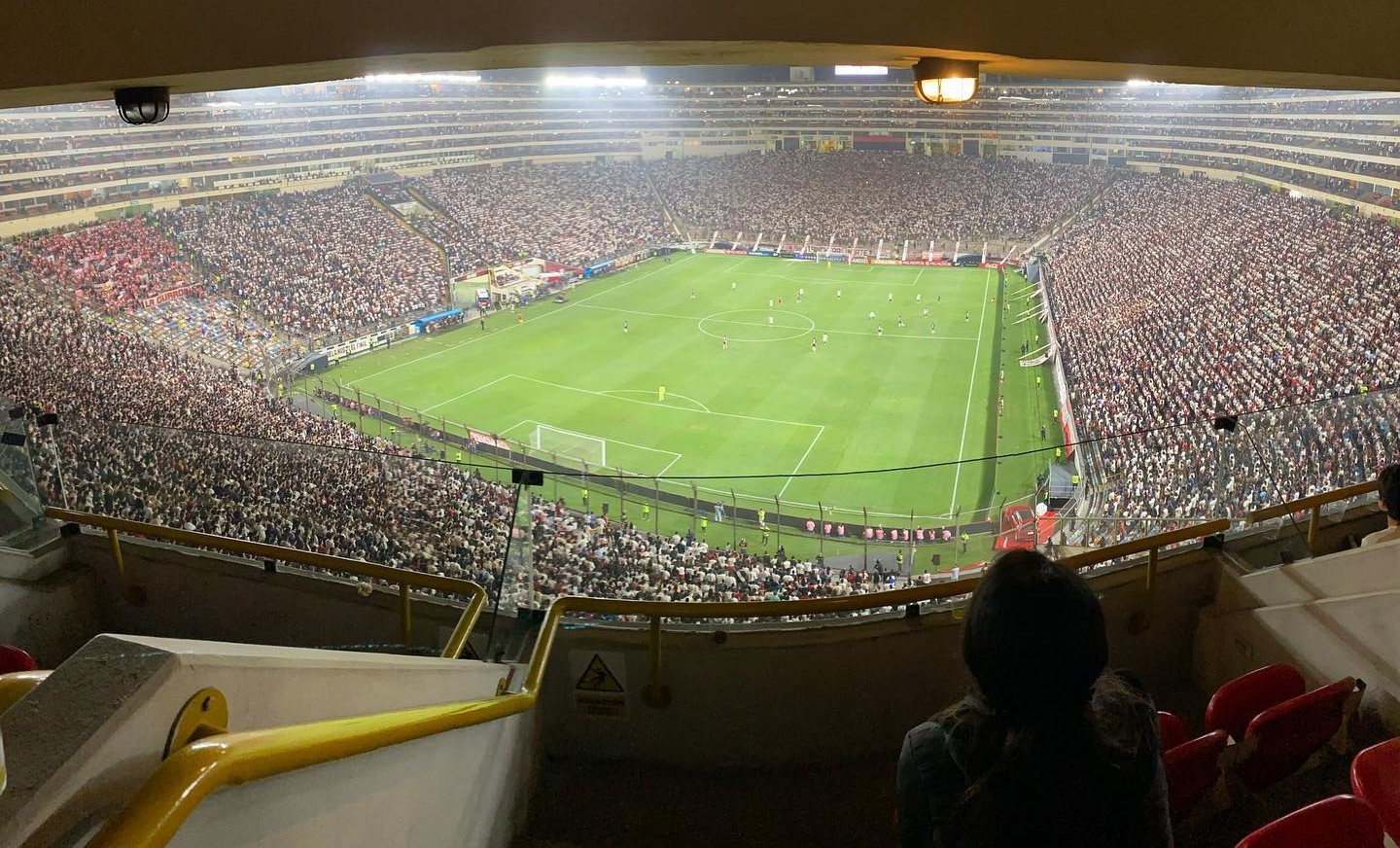
Estadio Monumental U

El principal recinto de las reservas del club es el Estadio Monumental, también conocido como «Monumental de Ate» o «Monumental de la U» y por motivos de patrocinio «Estadio Monumental U Marathon». Se encuentra ubicado en el distrito de Ate, al este de la ciudad de Lima. Fue diseñado por el arquitecto uruguayo Walter Lavalleja. Es uno de los estadios de fútbol con mayor capacidad del mundo. Cuenta con un aforo total para 80 093 espectadores (58 577 asistentes en sus cuatro tribunas y 21 516 personas adicionales en los cuatro edificios de palcos-suites que lo rodean).

### Campo Mar - U
Es un complejo deportivo y la sede de playa del club, cuenta con un área de 520 000 m² y está ubicado en la Carretera Panamericana Sur, kilómetro 30,5 en el distrito de Lurín (Lima), a un kilómetro y medio de las Islas Pachacámac (conjunto conocido como Isla Ballena por la silueta del grupo de islas, que semeja una gigantesca ballena). Fue inaugurado el 26 de febrero de 1983 por el entonces presidente del club Miguel Pellny. 

### La Villa Deportiva de la U (VIDU)
Es el centro de entrenamiento de las diversas divisiones menores y también del equipo profesional particularmente en los períodos de pretemporada. Cuenta con un Centro de Alto Rendimiento para la concentración, gimnasio y campos deportivos para entrenamiento. Desde 2022, el equipo de reservas ejerció de local en este lugar, con una limitada capacidad de asistentes.

## Palmarés

### Torneos nacionales
| Competición              | Títulos               | Subcampeonatos       |
| ------------------------ | --------------------- | -------------------- |
| Torneo de Reservas (3/3) | 2014-I, 2015-I, 2024. | 2014-II, 2016, 2023. |

### Torneos internacionales
| Competición                    | Títulos | Subcampeonatos |
| ------------------------------ | ------- | -------------- |
| Copa Libertadores Sub-20 (1/0) | 2011.   |                |